# Юридический советник кнессета
Юридический советник кнессета (ивр. היועץ המשפטי לכנסת‎) — израильская государственная должность, которую занимает юрист, возглавляющий юридическое бюро кнессета. Должность была создана в 1980 году, хотя полностью статус, обязанности и порядок назначения впервые были установлены только в 2001 году с добавлением главы 7 к Основному закону: О кнессете. Закон был принят в соответствии с концепцией, согласно которой юридический советник законодательной власти должен быть максимально параллелен юридическому советникуисполнительной власти, который является юридическим советником правительства. Таким образом, законом установлен ряд инструкций, аналогичных инструкциям в отношении юридического советника правительства, касающихся условий приемлемости, процедуры назначения и т. д.

## Обязанности юридического советника кнессета
Обязанности юридического советника кнессета закреплены в статье 17 Закона о Кнессете:
- Консультирование председателя кнессета, а также лиц, занимающих должности в кнессете и его учреждениях, по всем вопросам права и юриспруденции относительно их полномочий и обязанностей.
- Консультирование комиссий кнессета по законодательным процедурам.
- Консультирование депутатов кнессета по всем вопросам, касающимся кнессета и возникающим в связи с их депутатством в нём.
- Представительство кнессета в судах. В 2008 году в раздел, касающийся представительства в судах, были внесены поправки, и было предусмотрено, что в любом судебном разбирательстве, где обсуждается вопрос о действительности закона, кнессету будет предложено высказать свою позицию. Эта поправка следует за постановлением Высшего суда справедливости, согласно которому только юридический советник правительства будет отвечать в этой процедуре. [2]

## Порядок назначения советника
Закон гласит, что лицо, являющееся гражданином Израиля и постоянно проживающее в Израиле, имеющее квалификацию судьи Верховного суда и не являвшееся политическим активистом или членом какой-либо политической партии в течение пяти предшествующих лет перед представлением её кандидатуры, может представить свою кандидатуру на должность юридического советника кнессета.
Юридический советник кнессета назначается председателем кнессета с одобрения комиссии по делам кнессета и по рекомендации общественной комиссии под председательством судьи Верховного суда в отставке, в состав которого входят председатель комиссии по делам кнессета, председатель законодательной комиссии кнессета, председателя комиссии кнессета по вопросам государственного контроля, уполномоченного по делам государственной службы или его представителя, руководителя коллегии адвокатов или его представителя, а также представителя специализированной академии в области публичного права.
Срок полномочий юридического советника составляет 5 лет, но председатель кнессета может с одобрения комиссии по делам кнессета продлить этот срок. Срок полномочий советника может быть прекращен до истечения пяти лет, если он подал в отставку, достиг возраста 65 лет или был переведен со своей должности по одной из трех причин, установленных законом: если он был осужден вступившим в законную силу приговором об уголовном правонарушении (за исключением мелких правонарушений, указанных в законе), совершил деяние, не соответствующее его должности, или что ему постоянно мешали выполнять свои обязанности. Бывший юридический советник Норит Альштейн была назначена на свою должность 31 октября 2005 года, но закончила свою должность до того, как прошло пять лет, по достижении 65-летнего возраста в апреле 2010 года. На 2023 год должность юридического советника занимает адвокат Сагит Афик.

## Юридическое бюро кнессета
Наряду с юридическим советником кнессета также есть заместитель юридического советника, который назначается председателем кнессета по предложению юридического советника кнессета.
В силу своей должности юридический советник кнессета также является главой юридического бюро кнессета. Этот офис состоит из юрисконсультов различных комиссий, юристов, которые занимаются представительством кнессета в судах, и юристов, которые занимаются текущей административной деятельностью кнессета в отношении контрактов, тендеров и тому подобного.

## Юридические советники кнессета
Юридические советники кнессета назначались на должность начиная с 1980 года:
| # | Изображение | Имя            | Срок полномочий |
| - | ----------- | -------------- | --------------- |
| 1 |             | Цви Инбар      | 1980 — 2001     |
| 2 |             | Анна Шнайдер   | 2001 — 2005     |
| 3 |             | Нурит Эльштейн | 2005 — 2010     |
| 4 |             | Эяль Янон      | 2010 — 2020     |
| 5 |             | Сагит Афик     | 2020 — н. в.    |